# 勒克莱尔将军大街

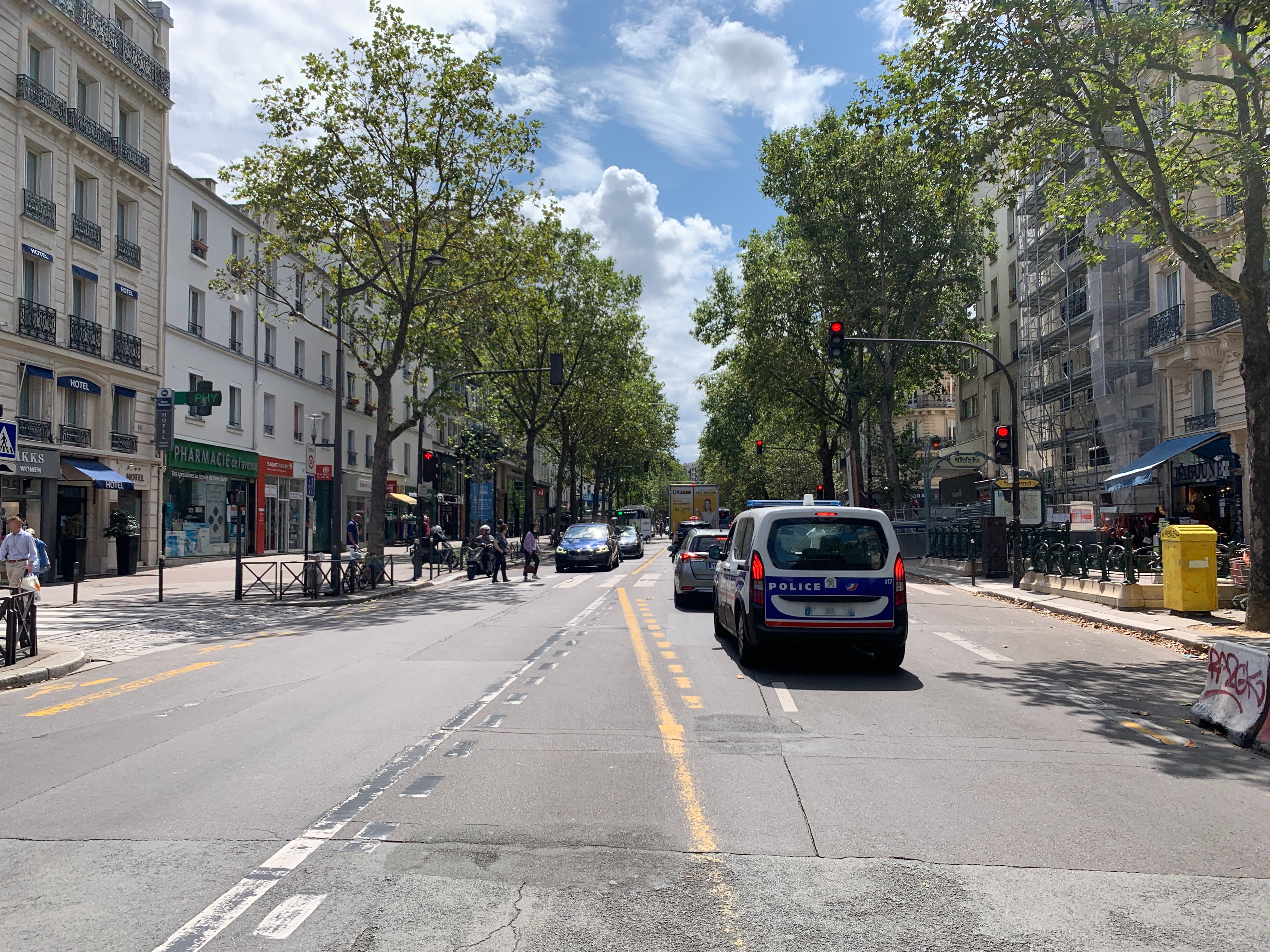
勒克萊爾將軍大街（2021年7月）

勒克莱尔将军大街（Avenue du Général-Leclerc）是巴黎十四区的一条南北向交通干道，北起丹费尔-罗什洛广场13-32号，南到奥尔良门的1944年8月25日广场，长1235米，宽 34米。
这条街原名奥尔良大街。1948年2月10日改为现名，以纪念菲利普·勒克莱尔将军在1944年8月24日率领第二装甲师从奥尔良门进入这条街，解放巴黎。 

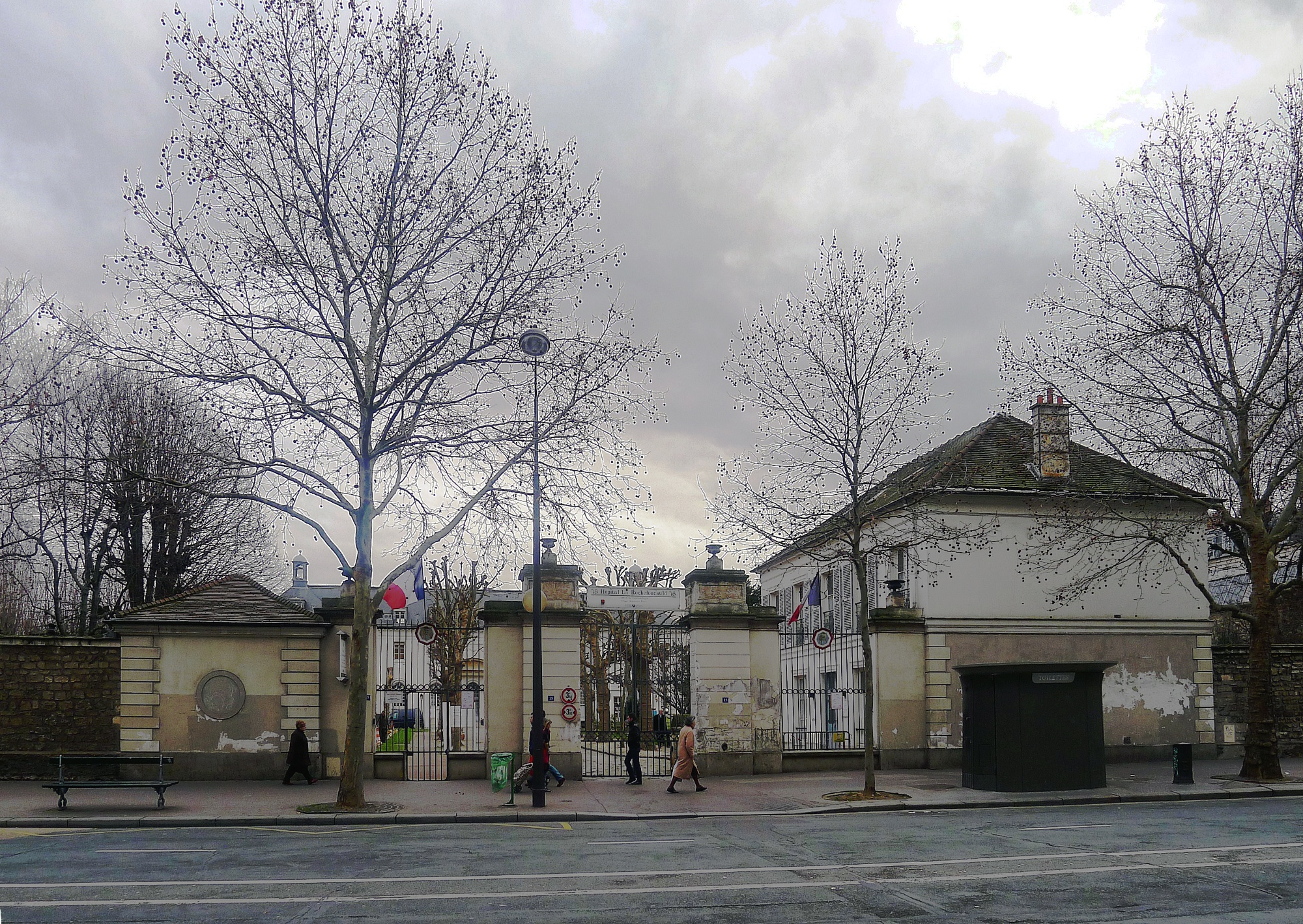
15号
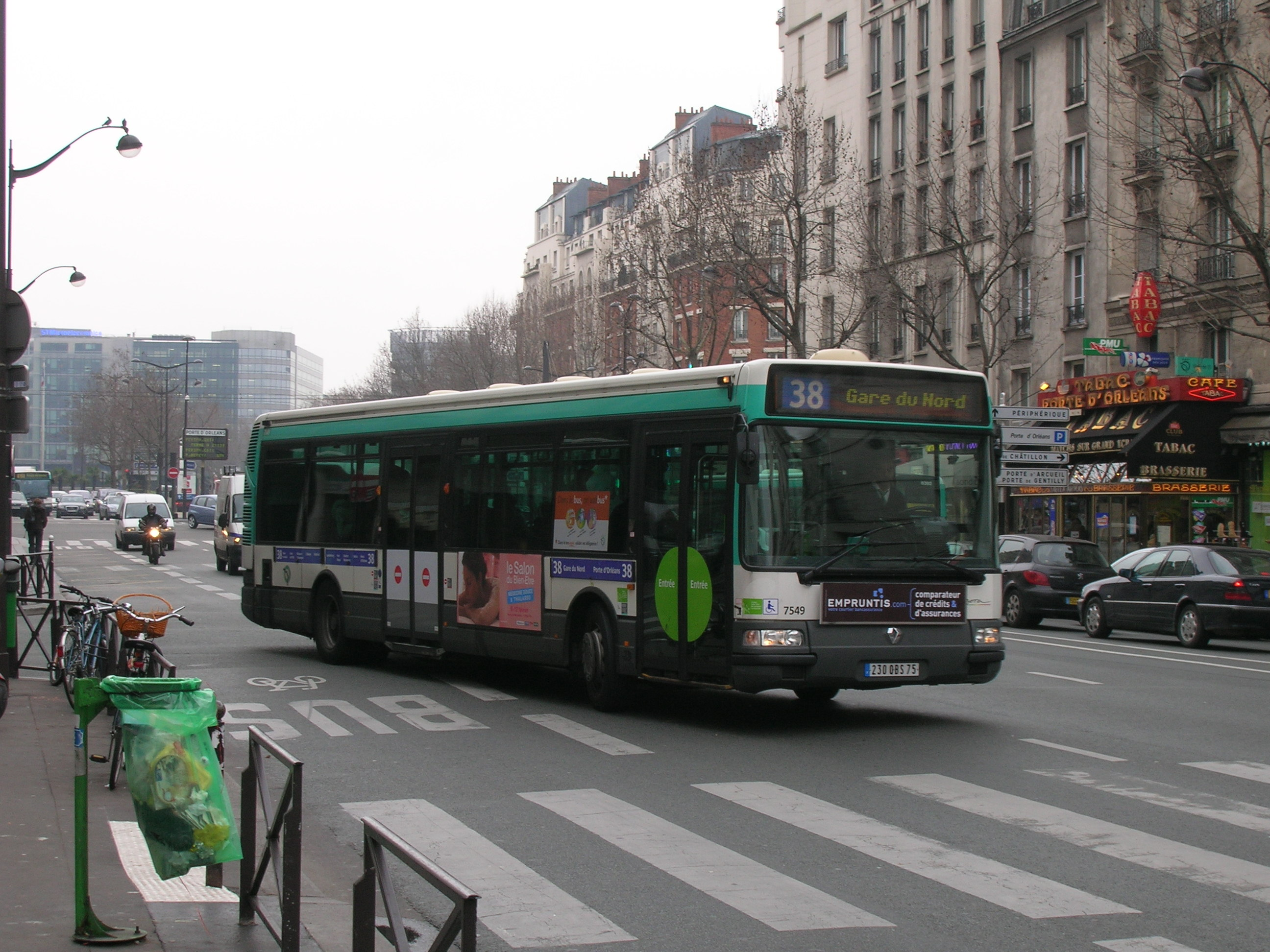
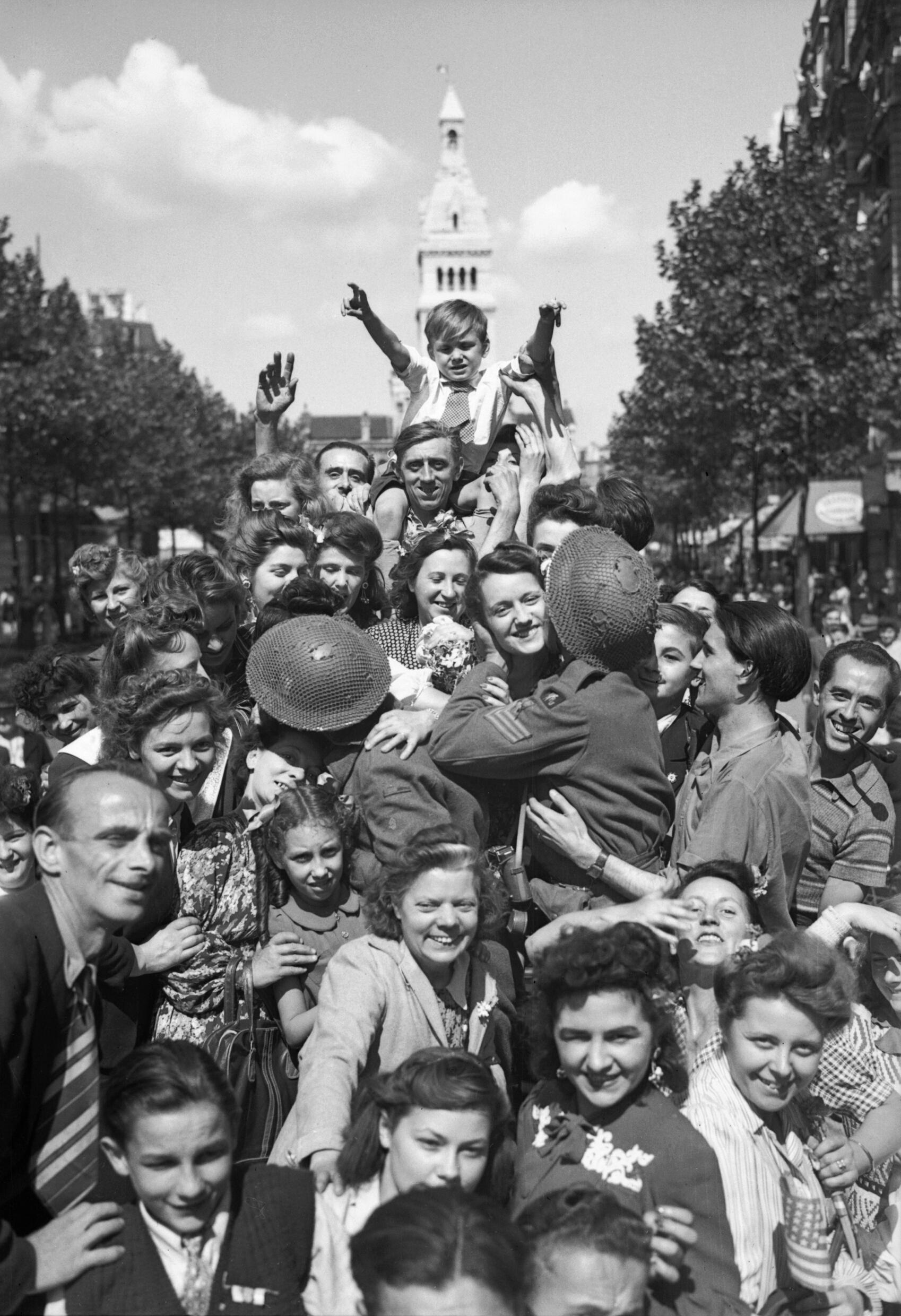